# SV Germania Tangerhütte
SV Germania Tangerhütte is een Duitse voetbalclub uit Tangerhütte, Saksen-Anhalt.

## Geschiedenis
Germania was aangesloten bij de Midden-Duitse voetbalbond en speelde vanaf 1923 in de competitie van Altmark, een van de vele hoogste klassen van de bond. Na de invoering van de Gauliga als hoogste klasse in 1933 speelde de club niet meer op het hoogste niveau.
Na de Tweede Wereldoorlog werden alle Duitse voetbalclubs opgeheven. De club werd heropgericht als SG Tangerhütte en onderging enkele naamswijzigingen.
Na de Duitse hereniging werd opnieuw de historische naam aangenomen.